# Гаїнца
Гаїнца, Гаїнса (баск. Gaintza (офіційна назва), ісп. Gaínza) — муніципалітет в Іспанії, у складі автономної спільноти Країна Басків, у провінції Гіпускоа. Населення — 132 особи (2009).
Муніципалітет розташований на відстані близько 320 км на північний схід від Мадрида, 32 км на південь від Сан-Себастьяна.

## Демографія
Динаміка населення (INE ):

## Галерея зображень

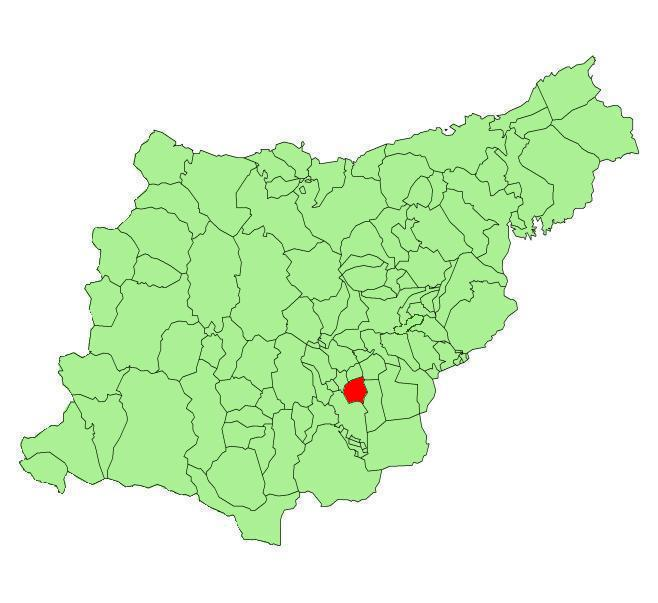
Розташування муніципалітету
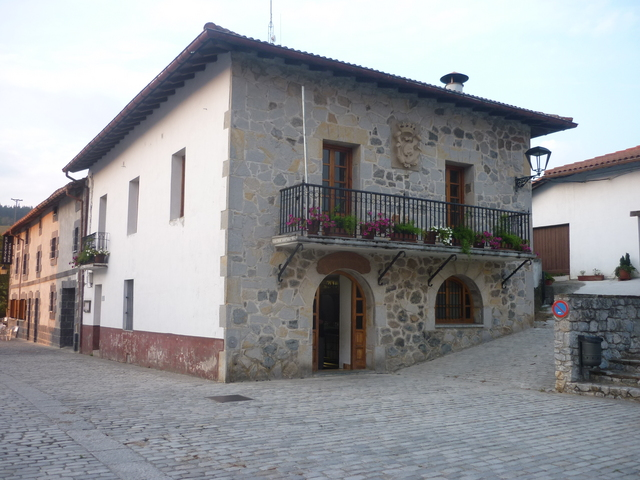
Муніципальна рада